# Palau de les Arts Reina Sofía
Der Palau de les Arts Reina Sofía (dt. etwa: Königin-Sofia-Palast der Künste) ist ein Opern- und Kulturhaus in Valencia. 

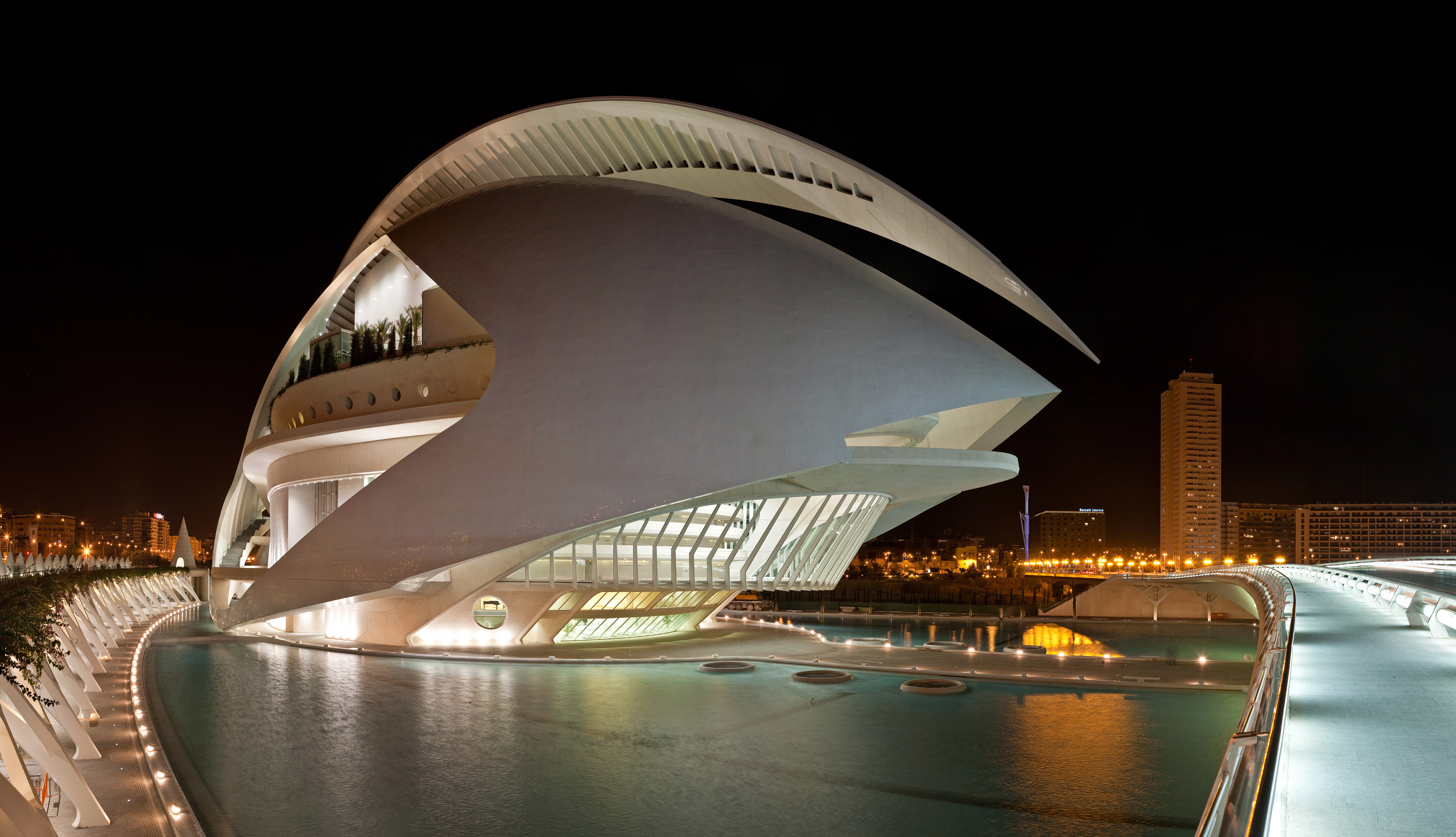
Nächtlich beleuchteter Palau de les Arts Reina Sofía

Das Bauwerk wurde am 8. Oktober 2005 eröffnet. 
Die erste Aufführung fand am 25. Oktober desselben Jahres mit der Oper Fidelio von Ludwig van Beethoven statt. 

## Architektur
Der Palau de les Arts Reina Sofía ist Teil des Ciudad de las Artes y de las Ciencias und wurde vom spanischen Architekten Santiago Calatrava entworfen. Die ersten Konzeptstudien für diesen Bau fertigte Calatrava bereits im Jahr 1995 an.

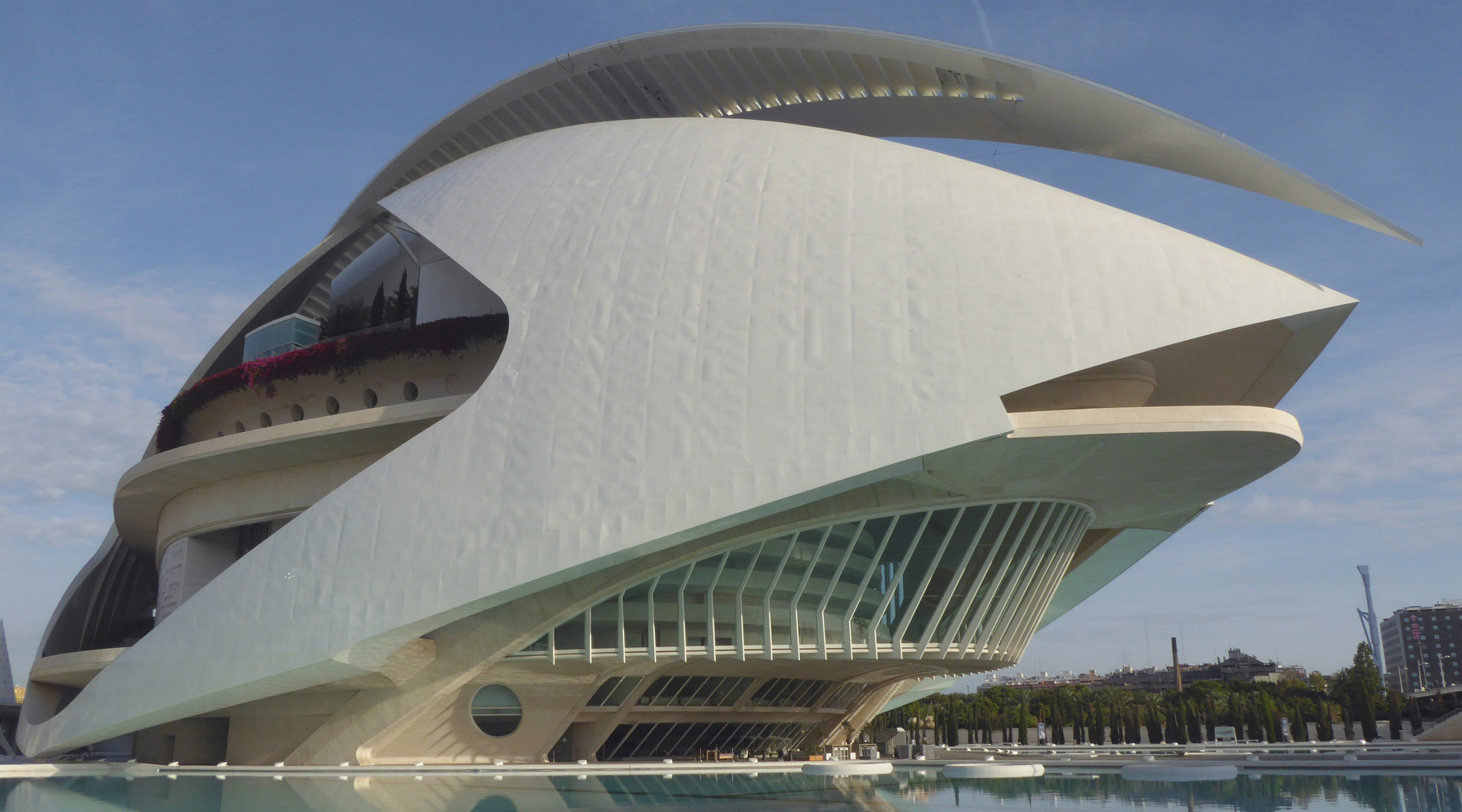
Ansicht von Süden
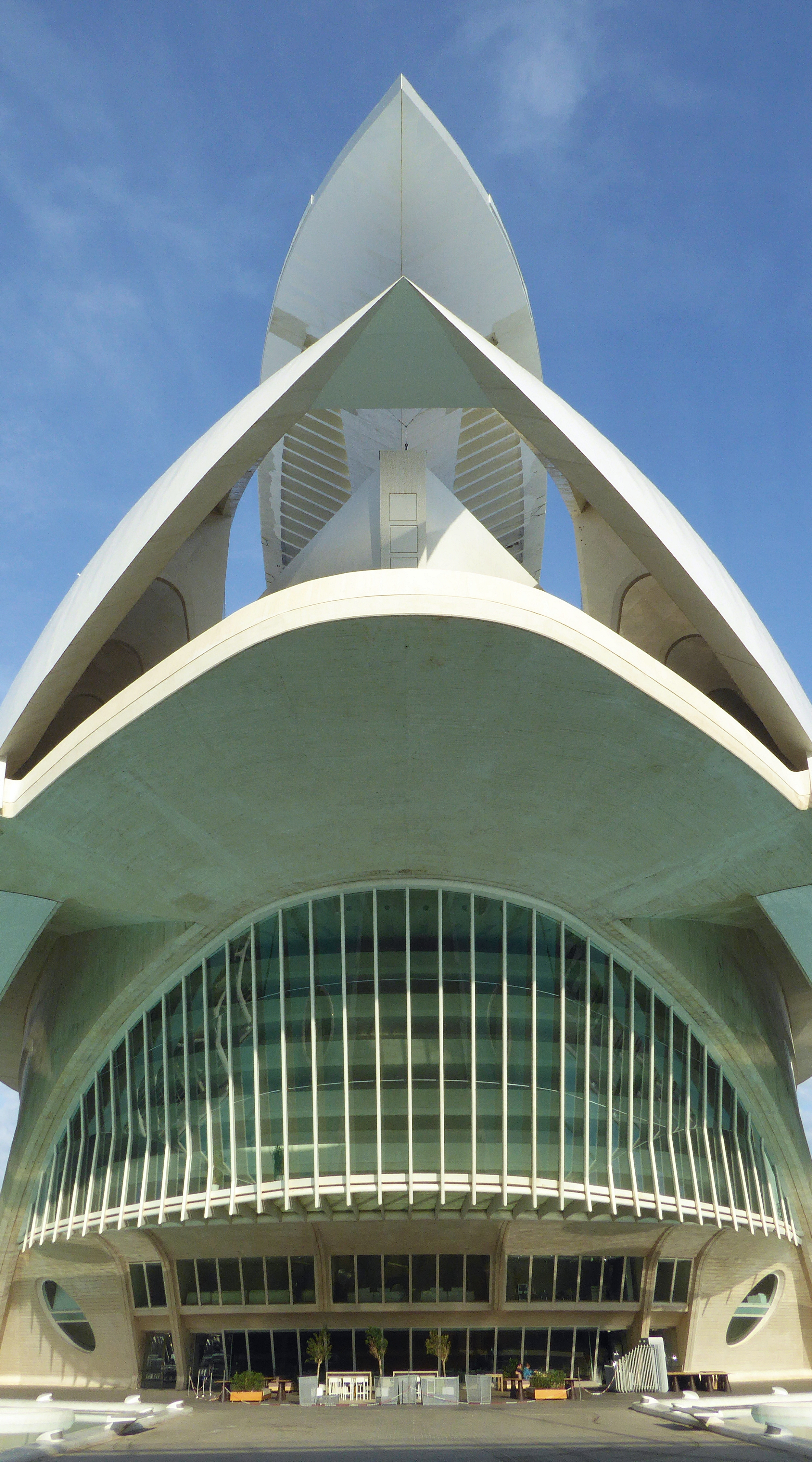
Ansicht von Südosten
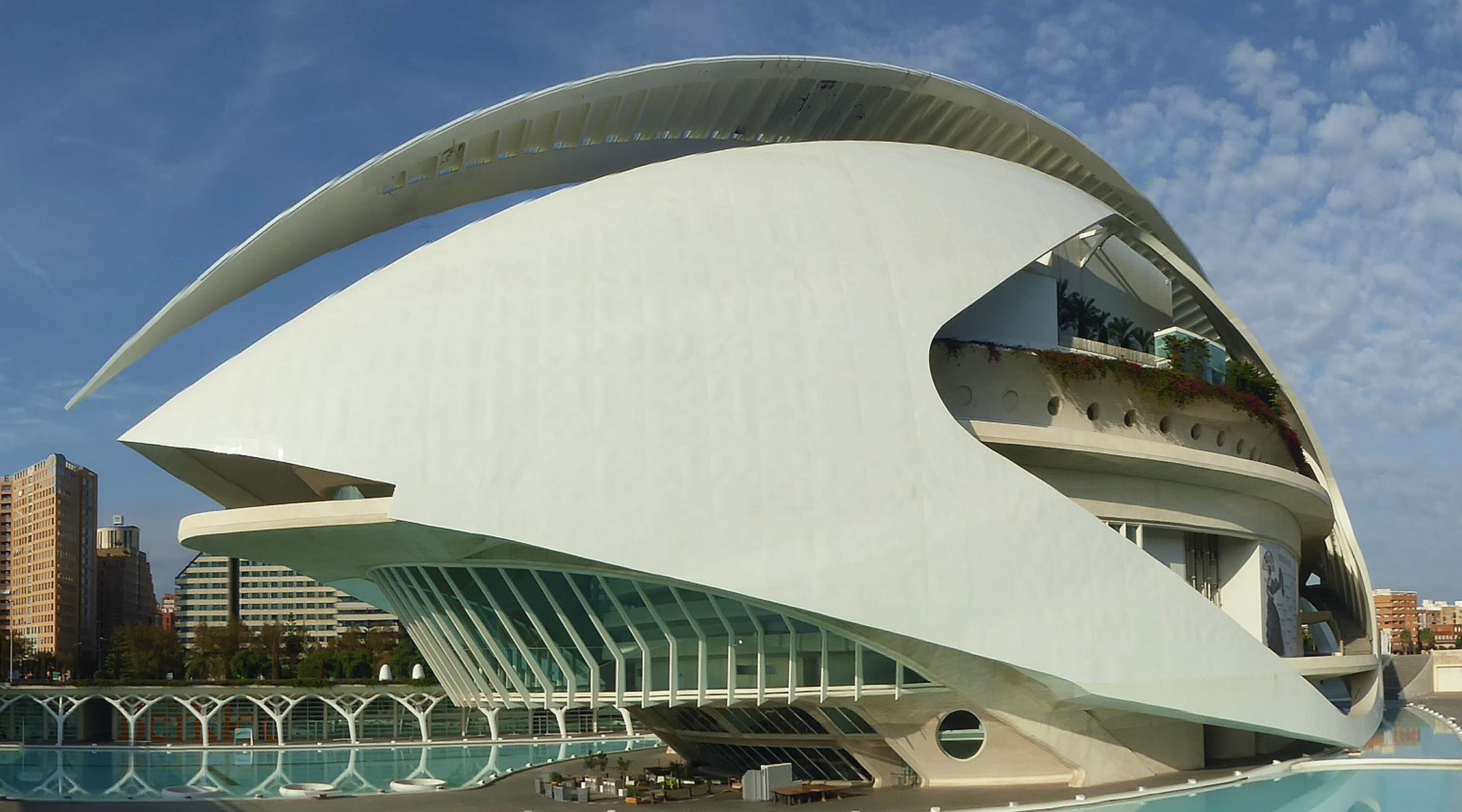
Ansicht von Osten

## Beschreibung

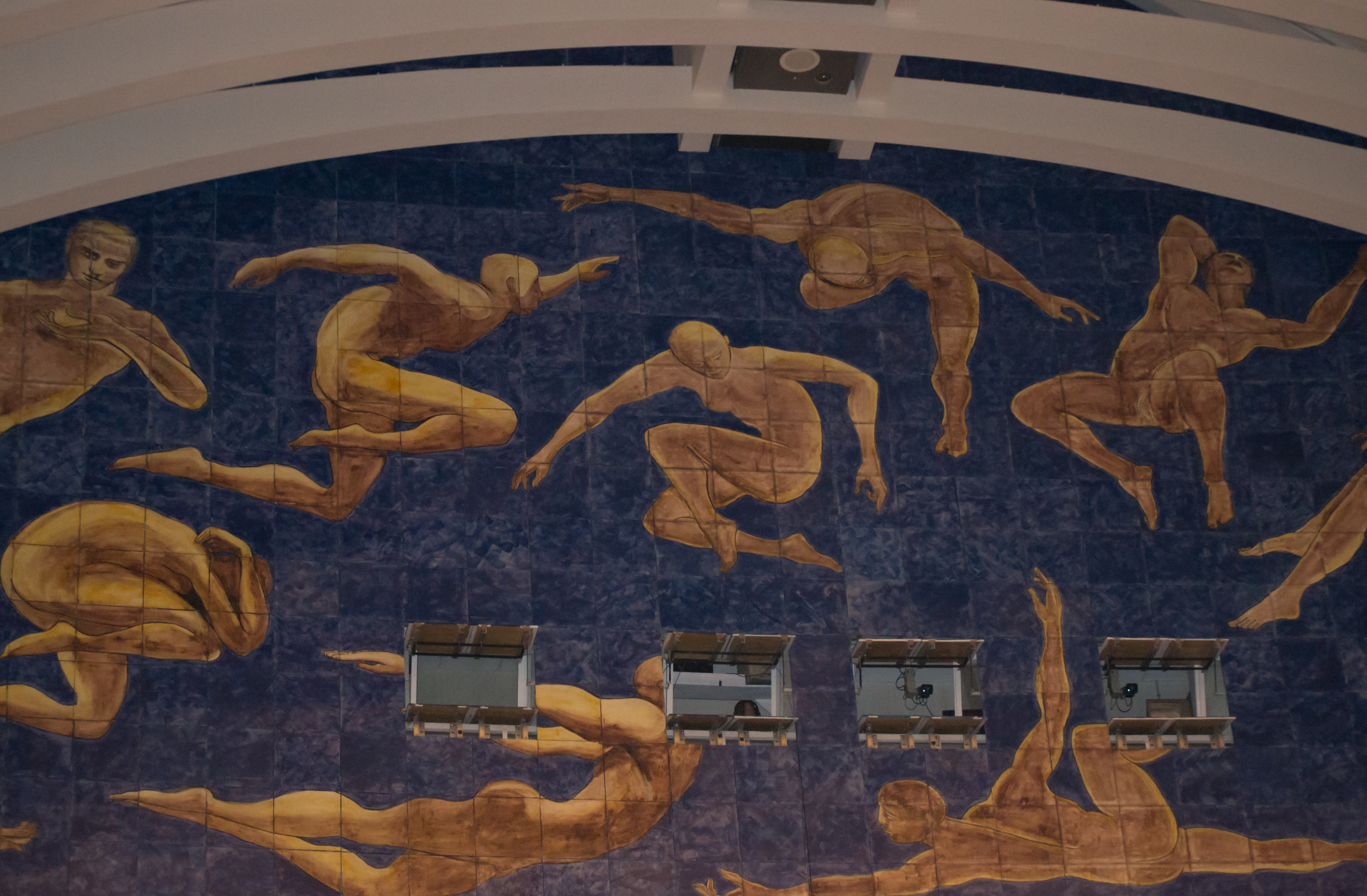
Das Auditorio.

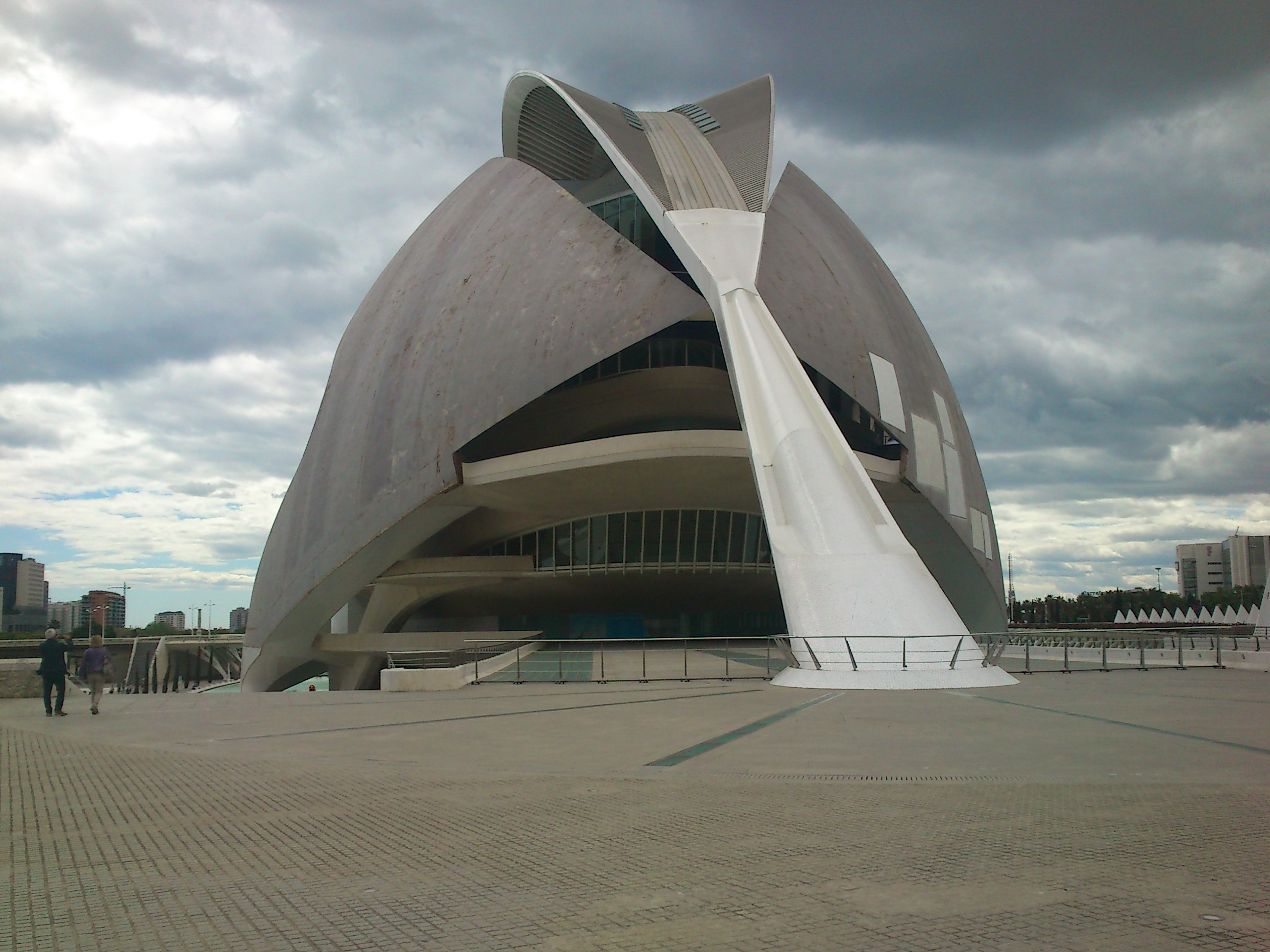
Der Palau nach der Entfernung der Keramikverkleidung (2014).

Das Opernhaus fällt durch seine ungewöhnlich geschwungene Bauform auf. Das schmale Dach wölbt sich in Form eines gefalteten Kugelsegmentes nach außen. Die Außenwände beschreiben ebenfalls kurvenförmige Linien. An der höchsten Stelle erreicht das Bauwerk 75 Meter verteilt auf bis zu 14 Stockwerke; unter dem Erdgeschoss befinden sich drei weitere Etagen. Das Haus ist 230 Meter lang und bietet insgesamt 40.000 m² Fläche. Es handelt sich vom umbauten Volumen her um das größte Opernhaus der Welt.
Der Palau de les Arts Reina Sofía verfügt über insgesamt vier Auditorien:
- Der Hauptsaal Sala Principal bietet Platz für 1412 Menschen und dient in erster Line Opernaufführungen.
- Das Auditorio befindet sich über dem Hauptsaal und hat 1490 Plätze.
- Die Aula Magistral wird vornehmlich für Aufführungen von Kammermusik benutzt. Es bietet 400 Zuschauern Platz.
- Das unterirdisch gelegene Teatre Martín i Soler ist ein Theater für 400 Besucher.

## Baumängel
Ende 2013 lösten sich Teile der Keramikverkleidung, die Regierung der Region ordnete daraufhin die vorübergehende Schließung an.
2014 wurde die gesamte ursprüngliche Oberfläche entfernt, danach wurde die Keramikverkleidung originalgetreu wieder aufgebracht. Die Arbeiten dauerten ein Jahr und waren im Oktober 2015 beendet.